# Мартенс, Пауль
Пауль Мартенс (нем. Paul Martens; род. 26 октября 1983, Росток, ГДР) — немецкий профессиональный шоссейный велогонщик, выступающий за команду Jumbo-Visma. 

## Достижения
2001
- 1-й  — Чемпион Германии по трековым велогонкам среди юниоров в мэдисоне

2004
- 2-й на Чемпионате Германии по шоссейному велоспорту среди мужчин в возрасте до 23 лет в индивидуальной гонке с раздельным стартом

2005
- 1-й  — Чемпион Германии по шоссейному велоспорту среди мужчин в возрасте до 23 лет в индивидуальной гонке с раздельным стартом

2006
- 1-й на Münsterland Giro
- 1-й на этапе 2 Тура Люксембурга

2007
- 3-й на Гран-при Руди Даненса (GP Rudy Dhaenens)
- 2-й в генеральной классификации Стер ЗЛМ Тур
  - 1-й на этапе 2
- 3-й на Rund um die Hainleite

2008
- 6-й в генеральной классификации Стер ЗЛМ Тур
- 8-й в генеральной классификации на Туре Саксонии
- 6-й в генеральной классификации Rothaus Regio-Tour International
- 10-й на Коппа Сабатини (Coppa Sabatini)

2009
- 9-й на Трофео Инка (Trofeo Inca)
- 5-й на Eschborn-Frankfurt City Loop
- 8-й в генеральной классификации на Туре Саксонии
- 3-й на Гран-при Уэст-Франс (GP Ouest France)
- 6-й на Джиро дель Пьемонте

2010
- 8-й на E3 Харелбеке
- 4-й на Брабантсе Пейл
- 6-й на Гран-При Джефа Схеренса (GP Jef Scherens)
- 4-й на Brussels Cycling Classic
- 1-й на Гран-при Валлонии

2011
- 10-й на Амстел Голд Рейс
- 10-й на Флеш Валонь

2012
- 4-й на Чемпионате Германии по шоссейному велоспорту в групповой гонке
- 1-й на этапе 4 Вуэльта Бургоса

2013
- 1-й на этапе 1 Вольта Алгарви
- 3-й на Вольта Лимбург Классик
- 1-й  на Туре Люксембурга
- 8-й на Чемпионате Германии по шоссейному велоспорту в групповой гонке
- 9-й в генеральной классификации на Туре Валлонии
- 5-й в генеральной классификации Арктической гонки Норвегии

2014
- 1-й на этапе 5 Тура Бельгии
- 2-й на Ronde van Limburg
- 4-й в генеральной классификации на Стер ЗЛМ Тур

2015
- 10-й в генеральной классификации Tour du Poitou-Charentes

2017
- 10-й на Кэдел Эванс Грейт Оушен Роуд
- 5-й на Вольта Лимбург Классик

## Статистика выступлений наГранд Турах
| Гранд Тур | 2008 | 2009 | 2010 | 2011 | 2012 | 2013 | 2014 | 2015 | 2016 | 2017 |
| --------- | ---- | ---- | ---- | ---- | ---- | ---- | ---- | ---- | ---- | ---- |
| Джиро     | 78   | -    | -    | -    | -    | 63   | -    | -    | -    | -    |
| Тур       | -    | -    | -    | -    | -    | -    | -    | 80   | 98   | 82   |
| Вуэльта   | -    | сход | -    | 119  | -    | -    | 58   | -    | -    |      |